# 錦勝集團（控股）
錦勝集團（控股）有限公司，簡稱錦勝集團（控股）（英語：Come Sure Group (Holdings) Limited，港交所：0794），於1987年由主席莊金洲創立「錦勝發展有限公司」，1989年開始經營製造及銷售瓦楞紙盒，1992年，在深圳設立「锦胜包装（深圳）有限公司」，總括來說，是經營主要从事各类瓦楞纸板、纸箱、彩盒、说明书、环保纸托的生产。
總裁為莊華彬。總部位於香港柴灣永泰道50號港利中心8樓8–10室，以及中国深圳市宝安区沙井镇马安山锦胜工业村。
該公司股份在2009年2月26日於港交所主板上市。招股價為1.31港元，發行股份為70,000,000股，集資額為9170萬港元。

## 連結
- comesure.com （页面存档备份，存于）